# Lodowa Grań

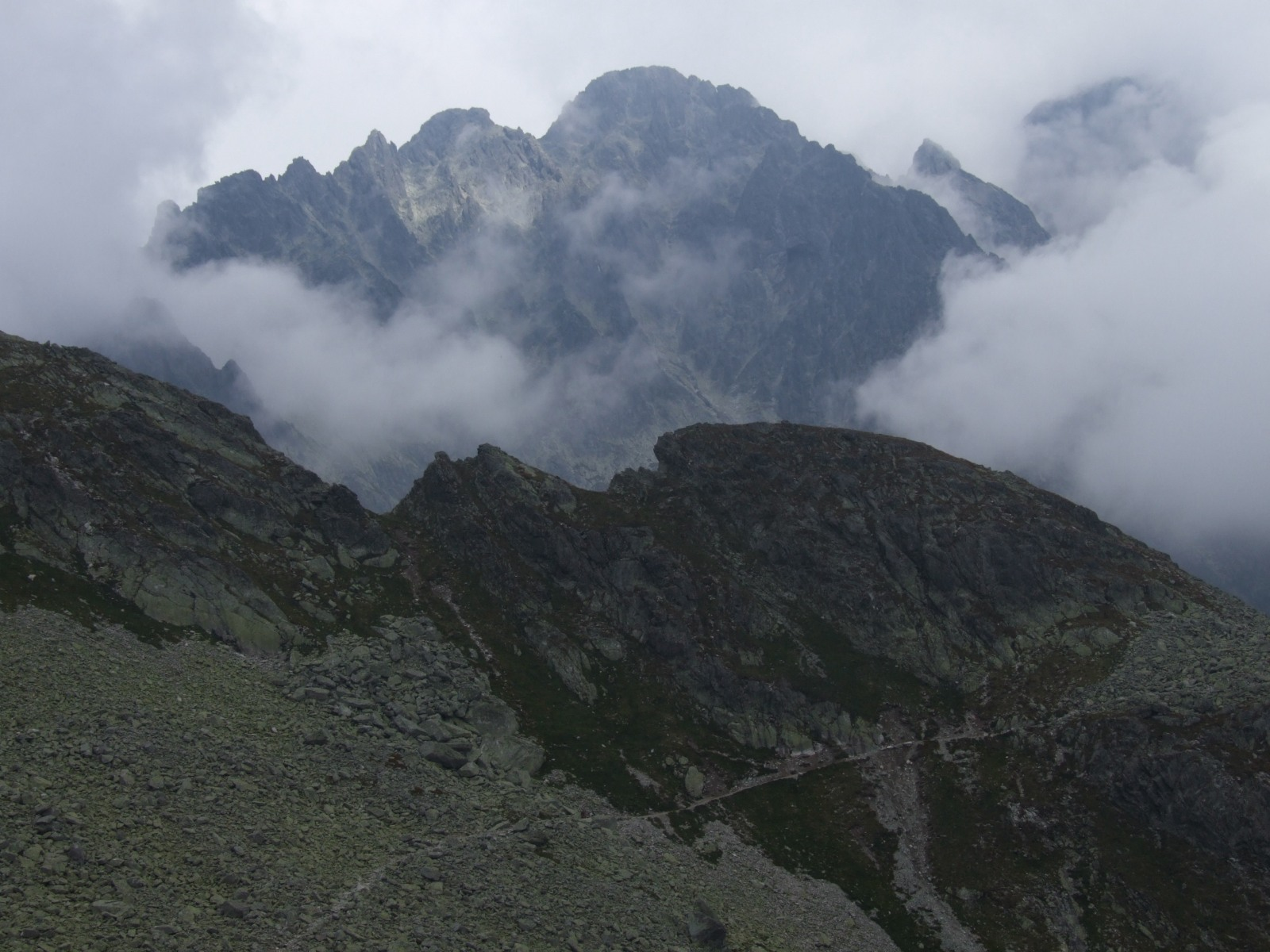
Widok z Czerwonej Ławki. Ponad Lodową Granią i Pięciostawiańską Kopą Durny Szczyt

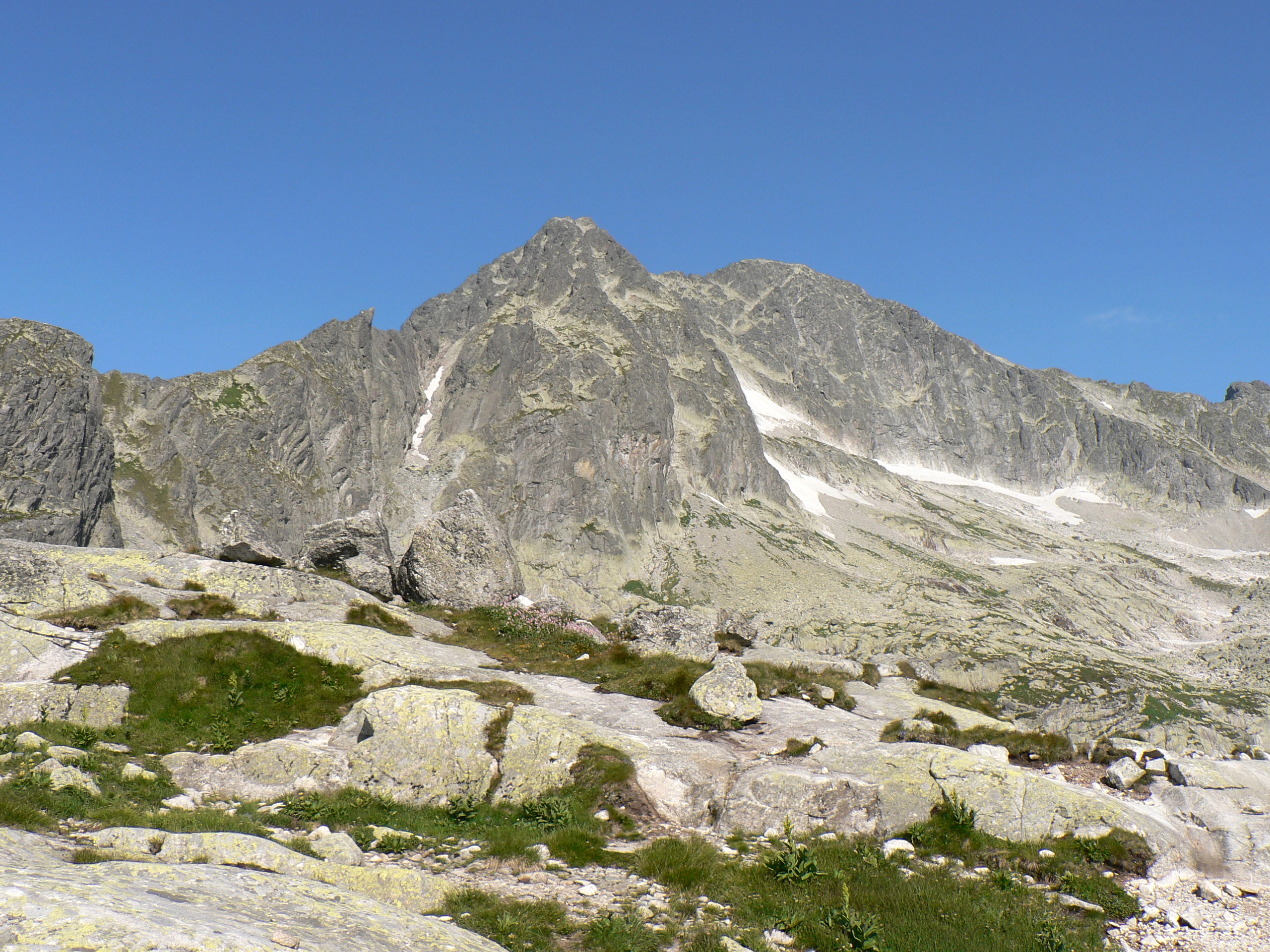
Lodowa Grań (po lewej stronie zdjęcia)

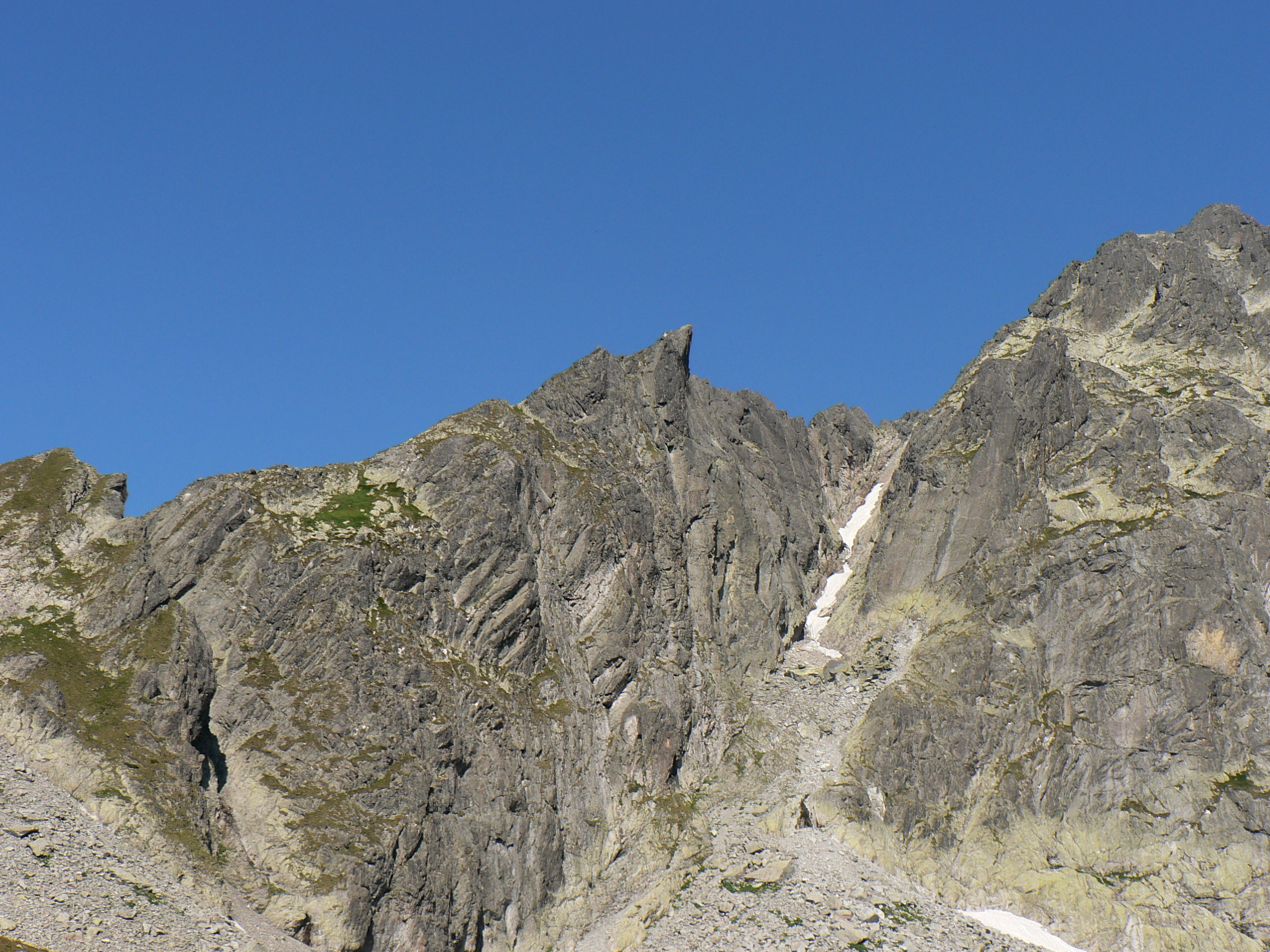
Lodowy Ząb i fragment Lodowej Grani

Lodowa Grań (słow. Ľadovy hrebeň) – grzbiet oddzielający Dolinę Pięciu Stawów Spiskich od Dolinki Lodowej (dwie odnogi górnej części Doliny Małej Zimnej Wody) w słowackich Tatrach Wysokich. Jest to boczny grzbiet wychodzący z Lodowej Kopy (2603 m n.p.m.) i opadający w południowo-wschodnim kierunku. Zakończony jest bulą Pięciostawiańskiej Kopy (2121 m). U wschodnich jego podnóży znajduje się Wielki Staw Spiski, po stronie zachodniej (w Dolince Lodowej) Lodowy Stawek. Południowymi stokami Lodowej Grani prowadzą dwa znakowane szlaki turystyczne.
Obiekty w Lodowej Grani począwszy od północnego zachodu:
- Lodowy Karbik,
- Mała Lodowa Kopa,
- Lodowe Wrótka (Ľadové vrátka):
  - Zadnie Lodowe Wrótka (Zadné Ľadové vrátka),
  - Zadnia Lodowa Igła (Zadná ľadová ihla),
  - Pośrednie Lodowe Wrótka (Prostredné Ľadové vrátka),
  - Skrajna Lodowa Igła (Predná ľadová ihla),
  - Skrajne Lodowe Wrótka (Predné Ľadové vrátka),
- Wielki Lodowy Kopiniak (Veľká ľadová kopa),
- Lodowy Karb (Ľadový zárez),
- Pośredni Lodowy Kopiniak (Prostredná ľadová kopa),
- Skryta Ławka (Malá ľadová štrbina),
- Mały Lodowy Kopiniak (Malá ľadová kopa),
- Lodowy Ząb (Ľadový zub),
- Zadni Lodowy Przechód (Zadná ľadová škára),
- Pięciostawiańska Czuba (Ľadový hrb),
- Skrajny Lodowy Przechód (Predná ľadová škára),
- Pięciostawiańska Kopa (Pfinnova kopa, ok. 2121 m).

Granią z dołu do wierzchołka Pięciostawiańskiej Kopy jako pierwszy przeszedł József Déry około sierpnia 1900 r., zimą zaś drogę tę pokonali Jenő Serényi i Zoltán Votisky 13 kwietnia 1914 r. Całą grań przeszli jako pierwsi Janusz Chmielowski, Károly Jordán, Jan Nowicki oraz przewodnicy Klemens Bachleda i Paul Spitzkopf oraz tragarz Stanisław Stopka 14 sierpnia 1903 r. Pierwszego zimowego przejścia całości grani dokonali Valéria Kovárová, Edita Krenová, Manicová, Maňa Mičiková, Bárdoš i Alexander Huba 19 kwietnia 1946 r.

## Szlaki turystyczne
– żółty od Schroniska Téryego na Czerwoną Ławkę, a stamtąd do Schroniska Zbójnickiego w Dolinie Staroleśnej.
- Czas przejścia od schroniska Téryego na Czerwoną Ławkę: 1:30 h
- Czas przejścia z Czerwonej Ławki do Schroniska Zbójnickiego: 1:45 h

  – zielony wspólnie z żółtym do rozdroża w Dolince Lodowej, stąd na Lodową Przełęcz. Czas przejścia od schroniska Téryego na Lodową Przełęcz: 1:30 h, ↓ 1:10 h, od rozdroża 45 min, ↓ 35 min.